# Наукова стаття
Наукова стаття — вид наукової публікації, який описує дослідження чи групу досліджень, пов'язаних однією темою, та виконана її науковими авторами. Наукові статті публікуються в періодичних наукових журналах або в неперіодичних збірниках наукових робіт. Наукова стаття є одним з найбільш поширених способів публікації наукових результатів.

## Структура наукової статті
Існує кілька стандартів структури наукових статей (наприклад, IMRAD)
Класична наукова стаття[джерело?] складається з таких розділів[джерело не вказане 4294 дні]:
- Вступ. У вступі автори коротко знайомлять читача з темою досліджень, сучасним станом наукових знань у галузі згідно з даними наукової літератури. Також там ставляться питання, на які автори намагалися знайти відповіді. Часто в кінці вступу дається коротка характеристика задачі дослідження та обраної для її вирішення методики.
- Матеріали та методи. У цьому розділі автори ґрунтовно описують методи та засоби, за допомогою яких вони досягали наукових результатів. Методи розкриваються максимально детально, щоб кожний охочий науковець міг відтворити хід дослідження.
- Результати. Тут детально й ілюстровано демонструються всі результати дослідження.
- Обговорення або дискусія. В обговоренні автори аналізують власні результати, порівнюють їх з аналогічними результатами інших досліджень за тематикою статті, підкреслюють обмеження застосуванню власних висновків, пропонують подальші напрямки досліджень.
- Висновки. Іноді в цьому розділі узагальнюються головні підсумки обговорення результатів.
- Подяка. Необов'язковий розділ, в якому висловлюють подяку особам за певний внесок в публікацію, якого проте недостатньо для включення цих осіб до співавторів публікації. Також вказують наукові гранти, завдяки яким виконано дослідження.
- Посилання на використані джерела

Не всі журнали вимагають від авторів подібної структури, але основні елементи зберігаються для найповнішого освітлення досліджень.

## Види наукових статей
Залежно від обсягу і спрямованості дослідження, наукові статті поділяють на декілька типів[джерело не вказане 4294 дні]:
- дослідницька стаття
- коротке повідомлення
- відгук або відповідь на статтю
- огляд

### Дослідницька стаття
Дослідницька наукова стаття містить результати певного дослідження. Автори обирають проблему, підбирають метод дослідження (експеримент, спостереження, аналіз тощо) та обговорюють власні результати в контексті наявного наукового знання з проблеми. Це може бути дослідження певного явища, об'єкту, наявного знання.
Окремим підвидом дослідницької статті є методична стаття. У ній автори описують новий метод або нову модифікацію методу, який вони пропонують. Відмінністю таких статей є максимальна деталізація ходу експерименту чи спостереження. Існують спеціалізовані журнали, що публікують лише методичні статті (наприклад «Nature Methods»).

### Коротке повідомлення
Іноді результат дослідження є невеликим, але важливим для спеціалістів. Обсягу матеріалу не вистачає на цілу статтю, але є необхідність терміново повідомити про результат без всебічного дослідження. Для цього створюють коротке повідомлення. Це — коротка стаття (не більше 3 сторінок), часто неструктурована за розділами.
Такі повідомлення публікуються у вигляді заміток у зоологічних та ботанічних журналах, де автор вказує нові спостереження тварин та рослин для певної території, або незвичний випадок з практики в наукових медичних журналах. У вигляді короткого повідомлення з'явився опис експерименту Інституту Крейга Вентера з перенесення штучно створеного геному до мікоплазми.

### Відгук і відповідь
Іноді редактор журналу після рецензування і прийняття статті до друку дає ознайомитися з рукописом статті додатковим спеціалістам у галузі, щоб вони написали розгорнуту відповідь у вигляді статті, яка публікується одночасно з основною. Також існує практика публікації коментарів відомих спеціалістів до конкретної статті, особливо, якщо в ній висловлюються неочікувані висновки. Своєю чергою, автору звичайно дається право опублікувати відповідь на критику. Такі серії статей можуть бути досить довгими.

### Огляд
Коли в певній науковій галузі накопичується велика кількість досліджень, виникає необхідність їх узагальнення. Для цього пишуться огляди, автори яких критично розглядають нову інформацію з певної теми, структурують її, пропонують нові напрямки й підходи досліджень. Звичайно огляди доручають писати визнаним науковцям у галузі, але є й приклади оглядів від молодих науковців, зроблених за участі досвідчених керівників.

## Функції наукових статей
- дослідницька — подають наукові результати, є джерелом нового наукового знання
- презентаційна — представляють дослідника в науковому товаристві, показують його внесок у створення наукового знання
- оцінкова — оцінюють стан наукових досліджень з певної проблеми
- комунікативна — слугують засобом спілкування дослідників

## Історія
Перша наукова стаття в сучасному розумінні була опублікована 1665 року. За 350 років наукових публікацій (станом на 2010 рік), за оцінками деяких дослідників, було опубліковано близько 50 мільйонів наукових статей.

## В Україні
Обсяг наукової статті зазвичай становить від 6 до 24 сторінок, тобто 0,35 — 1 др. арк[джерело не вказане 4294 дні].